# On the Border (film 1909)
On the Border è un cortometraggio muto del 1909 diretto da Francis Boggs.

## Produzione
Il film fu prodotto dalla Selig Polyscope Company

## Distribuzione
Distribuito dalla Selig Polyscope Company, il film - un cortometraggio di 192 metri - uscì nelle sale cinematografiche statunitensi il 22 novembre 1909. Nelle proiezioni, veniva programmato con il sistema dello split reel, accorpato in un'unica bobina con un altro cortometraggio.